# Gorecht
Il Gorecht è l'area della provincia dei Paesi Bassi di Groninga di pertinenza della città di Groninga. Il Gorecht si compone di due parti, il Go est del fiume Hunze e il Wold ad ovest dello stesso.
La definizione dell'area risale al medioevo alle lotte tra Schieringers e Vetkopers con i primi radicati nell'area del Gorecht ed i secondi nel resto della Frisia.